# 213-я подвижная авиационная ремонтная мастерская
213-я подвижная авиационная ремонтная мастерская (213-я ПАвиаРМ) — воинская часть Военно-воздушных сил
Советской Армии Вооружённых Сил СССР с 15 июня 1949 года по 26 декабря 1991 года. Подвижная авиаремонтная мастерская выполняла ремонт самолётов на местах базирования. С 26 декабря 1991 года — по н/вр в составе Вооружённых сил Республики Беларусь.

## История
15 июня 1949 года мастерская начала своё формирование Дальневосточном округе Главного командования войск Дальнего Востока в посёлке Сокол Сахалинской области Российской Советской Федеративной Социалистической Республики (далее РСФСР) на острове Сахалине.
Потом мастерская была переведена в Чукотский национальный округ Хабаровского края РСФСР.
В 1952 году мастерская переводится в посёлок Анадырь — административный центр Чукотского национального округа.
В конце августа 1952 года 95-й смешанный авиационный отряд (эскадрилья самолётов-истребителей на Ла-11 и эскадрилья транспортных самолётов на Ли-2) прибыл в Чукоткский национальный округ на аэродром «Марково» у с. Марково. Вскоре отряд переформирован в 95-ю истребительную авиационную дивизию (далее 95-я ИАД) с задачей сопровождать тяжёлые бомбардировщики Ту-4 — самолёты-носители ядерного оружия. 213-я мастерская приступает к обслуживанию самолётов этой дивизии.
8 октября 1952 года 95-я иад переведена в посёлок Анадырь.
23 апреля 1953 года Дальневосточный округ и Главное командование войск Дальнего Востока упразднены, но управление округа выполняло свои функции до октября 1953 года.
23 апреля 1953 года начал формирование Дальневосточный военный округ 3-го формирования, который получил войска и территорию Дальневосточного округа.
Новые взгляды советского руководства на применение стратегических ракет изменили отношение к истребительной авиации сопровождения бомбардировщиков-носителей ядерных боеприпасов — они стали не нужны.
11 ноября 1953 года по директиве Генерального штаба Вооружённых СССР № 0013 производится перемещение мастерской и 95-й истребительной авиационной дивизии в Белорусский военный округ в состав 26-й воздушной армии. Первое место дислокации — аэродром «Засимовичи» близ г. Пружаны Брестской области Белорусской Советской Социалистической Республики (далее БССР).
95-я ИАД получила свои первые реактивные самолёты МиГ-15 и МиГ-15УТИ, а 213-я мастерская стала их ремонтировать.
14 декабря 1955 года мастерская был перемещена на аэродром «Россь» Гродненской области.
17 июня 1961 года мастерская перемещена на аэродром в г. Щучин Гродненской области.
Мастерская производила регламентные работы самолётов МиГ-15, МиГ-19, Ил-28, Ан-14. После расформирования 95-й истребительной авиадивизии мастерская приступила к обслуживанию самолётов МиГ-23МЛ буксировочного звена.
В конце 1980-х 95-я иад прикрывала западные рубежи Родины и являлась одним из наиболее боеспособных авиасоединений. В это время дивизия завершала перевооружение на МиГ-29 — два полка их уже получили. К сожалению, перестройка привела к расформированию дивизии. В Белорусском военном округе остался 927-й ИАП (позже превратился в 927-ю истребительную авиабазу Республики Беларусь); 968-й ИАП убыл в Германию (и позже выводился из Германии в г. Липецк Российской Федерации), 979-й ИАП был расформирован, а его самолёты были разобраны на местном 213-й ПАвиаРМ.
В конце 1980-х — начале 1990-х мастерская занималась меньше ремонтами и больше разделкой самолётов расформированных частей.
19 сентября 1991 года БССР была переименована в Республику Беларусь. 26 декабря 1991 года Республика Беларусь вышла из состава СССР. В связи с этим был проведён раздел военного имущества между республиками, входившими в Советский Союз. 213-я мастерская вошла в состав Вооружённых сил Республики Беларусь 20 марта 1992 года.
В 1995 году после переучивания личный состав начал производить регламентные работы на самолётах Су-25. Несколько лет мастерская по-прежнему находилась в г. Щучине.
Мастерская была передислоцирована на аэродром «Лида», где находится 116-я гвардейская Краснознамённая Радомская штурмовая авиационная база Республики Беларусь (г. Лида Гродненской области). 213-я мастерская обслуживает находящиеся здесь фронтовые бомбардировщики Су-24М, самолёты-разведчики Су-24МР и другие.

## Полное название
213-я подвижная авиационная ремонтная мастерская

## Подчинение
| Дата                             | Фронт                                                                                           | Армия                | Корпус | Примечания |
| -------------------------------- | ----------------------------------------------------------------------------------------------- | -------------------- | ------ | ---------- |
| 15 июня 1949 — 11 ноября 1953    | Дальневосточный военный округ Главного командования войск Дальнего Востока Вооружённых сил СССР |                      |        |            |
| 11 ноября 1953 — 26 декабря 1991 | Белорусский военный округ Вооружённых сил СССР                                                  | 26-я воздушная армия |        |            |
| 26 декабря 1991 — 20 марта 1992  | Период образования структур нового государства Республика Беларусь                              |                      |        |            |
| 20 марта 1992 — по н./вр.        | Вооружённые силы Республики Беларусь                                                            |                      |        |            |

## Командование
- Командиры:
  - майор Васильвецкий В. М. (1972—1976)[1]
  - майор Карпов М. И. (1976)[1]
  - капитан Карогдин В (1977—1978)[1]
  - майор Горбач А. А. (1978—1980)[1]
  - майор Петров Ю. (1998)[1]